# Eisenwerk L. Meyer

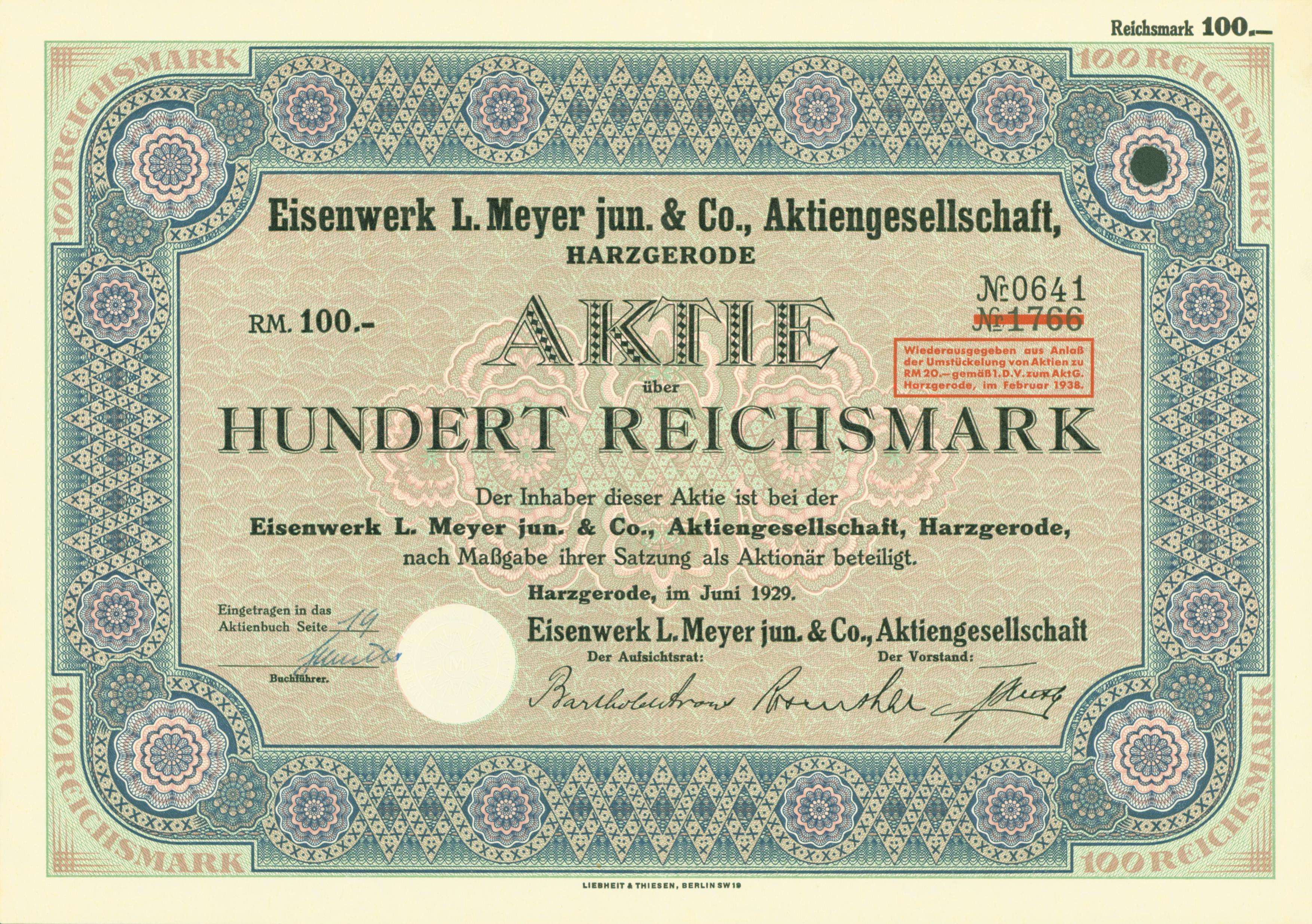
Aktie über 100 RM der Eisenwerk L.Meyer jun. & Co. AG vom Juni 1929

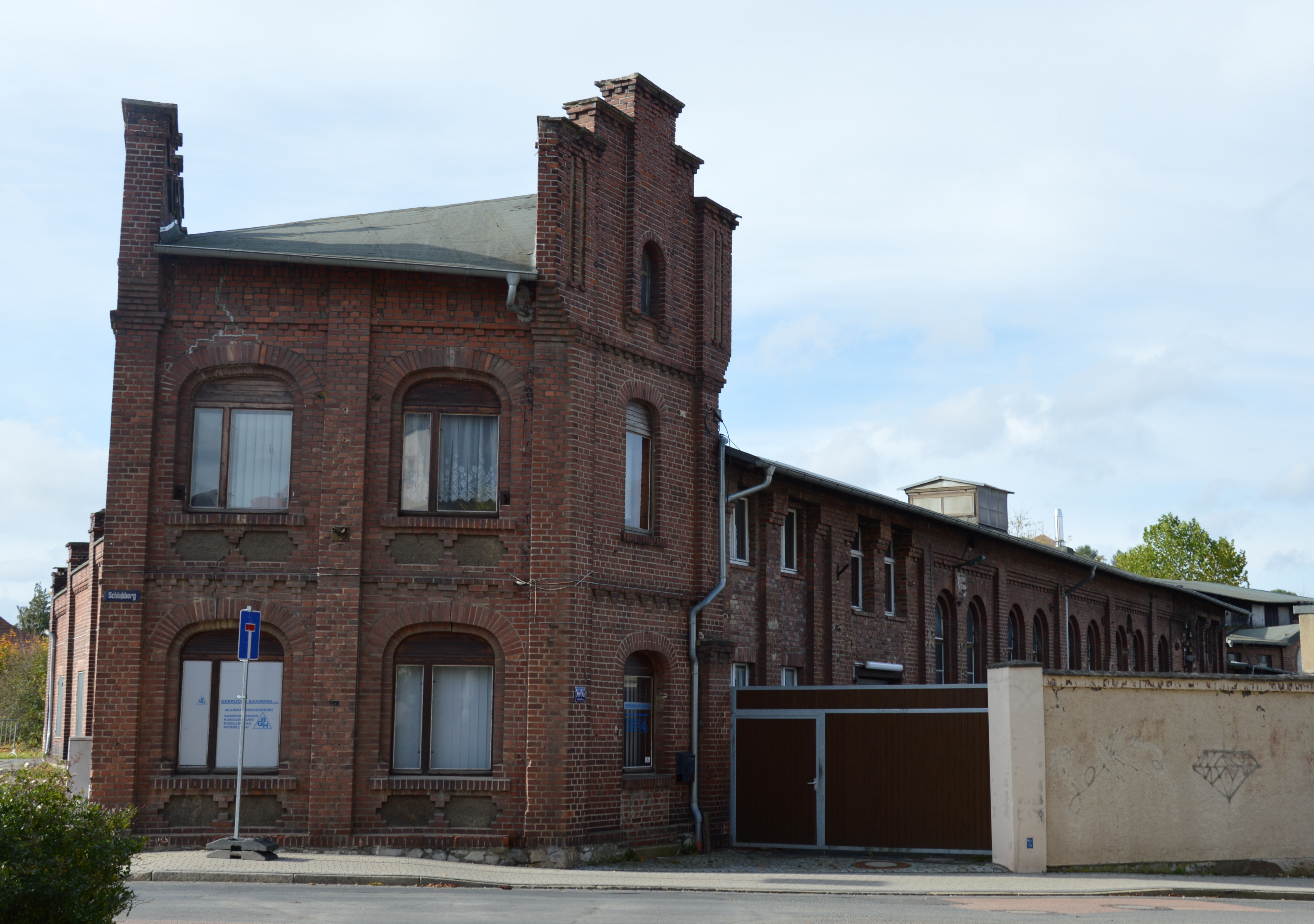
Gebäude des Eisenwerks L. Meyer, 2017

Das Eisenwerk L. Meyer ist ein ehemaliges Eisenwerk in der Stadt Harzgerode in Sachsen-Anhalt im Harz. Die erhaltenen Gebäude des Werks standen lange Zeit unter Denkmalschutz, wurden dann jedoch aus unbekannten Gründen von der Denkmalliste gelöscht.

## Lage
Die Anlage befindet sich in der Altstadt von Harzgerode auf dem Grundstück Schlossberg 6, unmittelbar südwestlich des Schloss Harzgerode.

## Architektur und Geschichte
Das Eisenwerk wurde im Jahr 1873 – andere Quellen nennen das Jahr 1872 – auf dem Areal der vormaligen Domäne von Lipmann Meyer (1829–1893) gegründet. Schon 1863 war der jüdische Klempnermeister L. Meyer Besitzer einer Werkstatt sowie eines Ladens für Porzellanwaren und Luxusartikel gewesen und hatte sich auf die Herstellung von Petroleumlampen spezialisiert. 1868 meldete er ein Gewerbe zur Herstellung von Blechwaren an. Das neu gegründete Werk, dessen Leitung nach ihm sein Sohn Selmar (1859–1913) übernahm, firmierte als "Eisenwerk L.Meyer jun. & Co Harzgerode". Selmar Meyer war ab 1908 Mitglied des Landtags des Herzogtums Anhalt  und seit 1893 Direktor des Unternehmens. Bis in das Jahr 1911 wurde es fortlaufend erweitert, wobei die ursprüngliche Stadtmauer der Stadtbefestigung Harzgerode nach Nordwesten durchbrochen wurde. Es entstanden in städtebaulich bedeutender Lage, auf einem auf Grund der topografischen Gegebenheiten ungewöhnlichem zugeschnittenen Grundstück diverse Industriebauten in Ziegelbauweise. Dabei wurden traditionelle architektonische Elemente zitiert. So wurden Staffelgiebel, Pilaster und ein Turm errichtet.
1897 wurde das Unternehmen in eine Aktiengesellschaft umgewandelt, die Beschäftigtenzahl stieg auf 304 Personen. Es wurden Haushaltsgegenstände hergestellt, neben Beleuchtungselementen auch Nussknacker, Blumentische und Schreibtischgarnituren. Zum Teil wurden die Waren nach dem Fernen Osten und nach Afrika exportiert. Durch Kriege in den Exportländern gingen die Exporte nach Ostasien, Afrika und Australien um 1900 deutlich zurück, wodurch das Unternehmen in wirtschaftliche Schwierigkeiten geriet. Zugleich ging durch die aufkommende Gasbeleuchtung der Absatz von Petroleumlampen zurück. Man setzte dann verstärkt auf den Kunstguss und produzierte Kronleuchter, verschiedene Kleinmöbel wie Ziertische, Garderoben- und Blumenständer und ähnliches, sowie Aschenbecher und Schreibutensilien. Allerdings sank dann auch der Absatz von Kunstgussprodukten. Es wurden noch Großaufträge für Rohguss akquiriert und Güsse für die Spielwaren- und Elektroindustrie angefertigt, später folgte die Produktion von Bügeleisen, Gaskochern und -herden. Die Mitarbeiterzahl war bis 1907 auf 354 angestiegen.
Nach dem Tod Selmar Meyers im Jahr 1913 führten die Prokuristen Herzfeld und Rosenthal das Unternehmen fort. Während des Ersten Weltkriegs produzierte das Unternehmen ab 1915 Granaten aus Grauguss und später aus Stahlguss, außerdem in großen Mengen Zünderkappen. Im Werk wurden auch französische Kriegsgefangene eingesetzt.
Nach Ende des Ersten Weltkriegs wurde die Produktion wieder auf zivile Güter wie Spirituskocher, Weihnachtsbaumständer und Bügeleisen umgestellt. Einen besonderen Schwerpunkt stellten porzellanemaillierte Eisengüsse und Sanitäreinrichtungen dar. Es entstanden elektrische Koch- und Heizgeräte sowie Gasherde. Außerdem produzierte L. Meyer Plattenteller für Grammophone. 1922 zählte man 423, im Jahr 1925 bereits 500 Mitarbeiter. Im Werk entstand 1925/1926 die Plaketten für das Kriegerdenkmal Harzgerode. Ab 1927 wurden Gasgeräte insbesondere für Großküchen aber auch Heizsonnen und Föne hergestellt. Durch die Weltwirtschaftskrise ab 1929 brachen die Aufträge von der Konsumgüterindustrie deutlich ein, so dass das Unternehmen erneut in wirtschaftliche Schwierigkeiten geriet. Ab 1930 gab es Kurzarbeit und Lohnverzicht, die Beschäftigtenzahl ging deutlich zurück. Im Mai 1932 waren noch 150 Arbeiter und 39 Angestellte beschäftigt. Letztlich scheiterten Versuche zur Beschaffung frischen Kapitals, und das Unternehmen stellte seine Produktion zum 30. Juni 1932 ein.
Im Oktober 1933 wurde das Werk als jüdisches Eigentum durch Beschluss des Anhaltischen Staatsministeriums enteignet. Danach stellte das Eisenwerk Harzgerode, wie es jetzt hieß, Grauguss und Aluminiumlegierungen her. Mit einem neu gebauten Gebäudekomplex vereinigt, führte die Gießerei ab 1935 den Namen Mitteldeutsche Leichtmetallwerke Harzgerode GmbH. Größter Aktionär mit mehr als 96 % der Anteile war im Jahr 1943 das Land Anhalt.
1946 erfolgte die Enteignung und dann die Neugründung einer Metallwerke GmbH Harzgerode Kolbenproduktion und Leichtmetallformgussteile, die 1960 zum VEB Druckguss- und Kolbenwerke Harzgerode wurde. Das Unternehmen war der größte Produzent von Kolben für Fahrzeugmotoren und Großdiesel. 1990 wurde das Unternehmen in Metallwerke GmbH Harzgerode rückbenannt und 1993 privatisiert. 2001 erfolgte die Übernahme durch die Düsseldorfer Trimet AG, die 2003 mit anderen Unternehmen zur Trimet Aluminium AG verschmolz.
In der Liste der Kulturdenkmale in Harzgerode war die Fabrik unter der Erfassungsnummer 09484768 verzeichnet. Während sie 2007 noch als Denkmal geführt war, wurde sie 2015 bereits als gelöschtes Denkmal angegeben.